# بذور حياة (كتاب)
’’’بذور حياة: كلمات تنتظر أبطالها’’’ كتاب من تأليف الكاتب أحمد خليل خير الله صدر عن دار المعالي بالاسكندرية في مصر عام 2019م. يتناول الكتاب تحليل المواقف والنفسيات من منظور ديني وتنمية بشرية.

## فهرس الكتاب:
- تمهيد
- الفصل الأول: صاحب قرار
- الفصل الثاني: قم
- الفصل الثالث: نية
- الفصل الرابع: خطوات ونتائج
- الفصل الخامس: خلاصات
- الفصل السادس: الصلاة حياة
- الفصل السابع: ذنوب
- الفصل الثامن: ابن الأصول
- الفصل التاسع: أمي
- الفصل العاشر: واعلم يا بني
- الفصل الحادي عشر: مفاهيم
- الفصل الثاني عشر: تعلمت من الجراح
- الفصل الثالث عشر: العقاب المروع
- الختام